# Roger Levac
Pour les articles homonymes, voir Levac.
Roger Levac est un écrivain canadien.

## Titres publiés
Romans
- 2005 : L'affaire Pluche, Éditions Prise de parole,
- 1997 : Petite Crapaude, Éditions Prise de parole, Prix Trillium et le Prix du quotidien Le Droit,
- 1991 : Le Registre, Montréal, Éditions Guérin Littérature,
- 1983 : L’Hiver dans les os, Éditions Naaman,

Essai
- 1994 : L’Anglistrose, Éditions Prise de parole,